# Jeremiah – Krieger des Donners
Jeremiah – Krieger des Donners ist eine US-amerikanische Fernsehserie mit Luke Perry und Malcolm-Jamal Warner in den Hauptrollen, die von 2002 bis 2004 von Showtime Networks ausgestrahlt wurde. Die Fernsehserie spielt in einer postapokalyptischen Zukunft, in der die erwachsene Bevölkerung durch ein tödliches Virus verstarb.
Die Serie basiert auf der Comicreihe Jeremiah von Hermann Huppen.

## Handlung
Ein mysteriöses Virus, genannt „der große Tod“, hat alle geschlechtsreifen Personen dahingerafft. 15 Jahre später ist Amerika im Chaos versunken, die Städte zerstört, Rohstoffknappheit und das Gesetz der Straße beherrschen das Land. In den Wirren dieser Zeit sucht Jeremiah nach den Überresten der Zivilisation und nach Spuren von seinem Vater, der kurz vor dem „großen Sterben“ vermutlich in den „Valhalla Sector“ geflohen war. Zusammen mit seinem Freund Kurdy gelangen die beiden Vagabunden zum „Thunder Mountain“, eine Bunkeranlage, in der ein Teil der Menschen Zuflucht gefunden hat. Als deren Spähtrupp durchforsten sie das Land nach Hinweisen auf das „Ende der Welt“, einen Mythos, der entweder die Überreste der Zivilisation oder eine neue Epidemie bezeichnet. Unterwegs helfen die beiden Freunde, wo sie gebraucht werden.

## Hauptcharaktere
JeremiahJeremiah war beim „großen Sterben“ noch ein Kind. Er sollte, nachdem sich sein Vater in den Valhalla Sector abgesetzt hatte, auf seinen kleinen Bruder aufpassen. Sein Bruder wurde jedoch von Banditen erschossen und seitdem plagen ihn Schuldgefühle. Er ist ein aufrechter und ehrlicher Mensch, der jedoch mit einer gesunden Skepsis an seine Umwelt herantritt. Sein Gerechtigkeitssinn treibt ihn immer wieder dazu, Schwachen zu helfen und sich in gefährliche Situationen zu begeben. Sein vorrangiges Ziel ist die Suche nach dem Verbleib seines Vaters, dem er jeden Abend Briefe schreibt, um sie danach zu verbrennen. Am Ende der ersten Staffel findet er seinen Vater.
In der zweiten Staffel wird Jeremiah Bürgermeister einer kleinen Stadt, die in unmittelbarer Nähe zum eroberten Valhalla Sector liegt. Hier versucht er einen neuen Sinn in seinem Leben zu finden. Währenddessen wird seine neue Freundin bei einem Überfall von Daniels Reich ermordet. Danach sinnt er auf Rache.
KurdyKurdy ist meist auf seinen eigenen Vorteil bedacht und handelt oft kopflos. Die Erfahrungen nach der Seuche haben ihn hart gemacht. Dennoch hat er ein großes Herz, möchte sich dies aber nicht eingestehen. Er hängt am Luxus der „Alten Welt“ und sucht zusammen mit dem gegensätzlichen Jeremiah sein Glück in der „Neuen Welt“. Obwohl er ab und an die Eigeninitiative übernimmt, verlässt er sich lieber auf die ausgeklügelten Pläne seines Freundes.
Marcus AlexanderMarcus Alexander ist der Anführer der Gruppe von Überlebenden, die sich im Thunder Mountain versteckt halten. Er träumt von einer gerechten, neuen Welt und schottet sich und die anderen Bewohner zunächst von der Außenwelt ab. Jeremiah und Kurdy sind seine Späher in der Welt außerhalb der Bunkeranlage. In einem abgeriegelten Bereich hat er die vermutlich einzige Überlebende der Seuche, die den Erreger noch in sich trägt, isoliert. Er hofft durch sie zu erfahren, was genau die Krankheit ausgelöst hat.

## Gastauftritte
Staffel 1
- Jason Priestley, Folge: …and the Ground, sown with Salt … als Michael
- Erin Karpluk, Folge: The Bag … als Sadie
- Karen Malina White, Folge: City of Roses … als Ricki Hatton

Staffel 2
- Aaron Douglas, Folge: Strange Attractors … als Davis
- Teryl Rothery, 3 Folgen … als Jeremiahs Mutter

## Synchronisation
| Rolle            | Darsteller           | Synchronsprecher   |
| ---------------- | -------------------- | ------------------ |
| Jeremiah         | Luke Perry           | Michael Deffert    |
| Kurdy            | Malcolm-Jamal Warner | Michael Iwannek    |
| Markus Alexander | Peter Stebbings      | Nicolas Böll       |
| Erin             | Ingrid Kavelaars     | Ulrike Stürzbecher |
| Lee Chen         | Byron Lawson         | Matthias Hinze     |
| Mister Smith     | Sean Astin           | Timmo Niesner      |
| Elizabeth        | Kandyse McClure      | Giuliana Jakobeit  |
| Theo             | Kimberly Hawthorne   | Bianca Krahl       |